# Hypena castanealis
Hypena castanealis là một loài bướm đêm trong họ Erebidae.